# Casa di Giasone

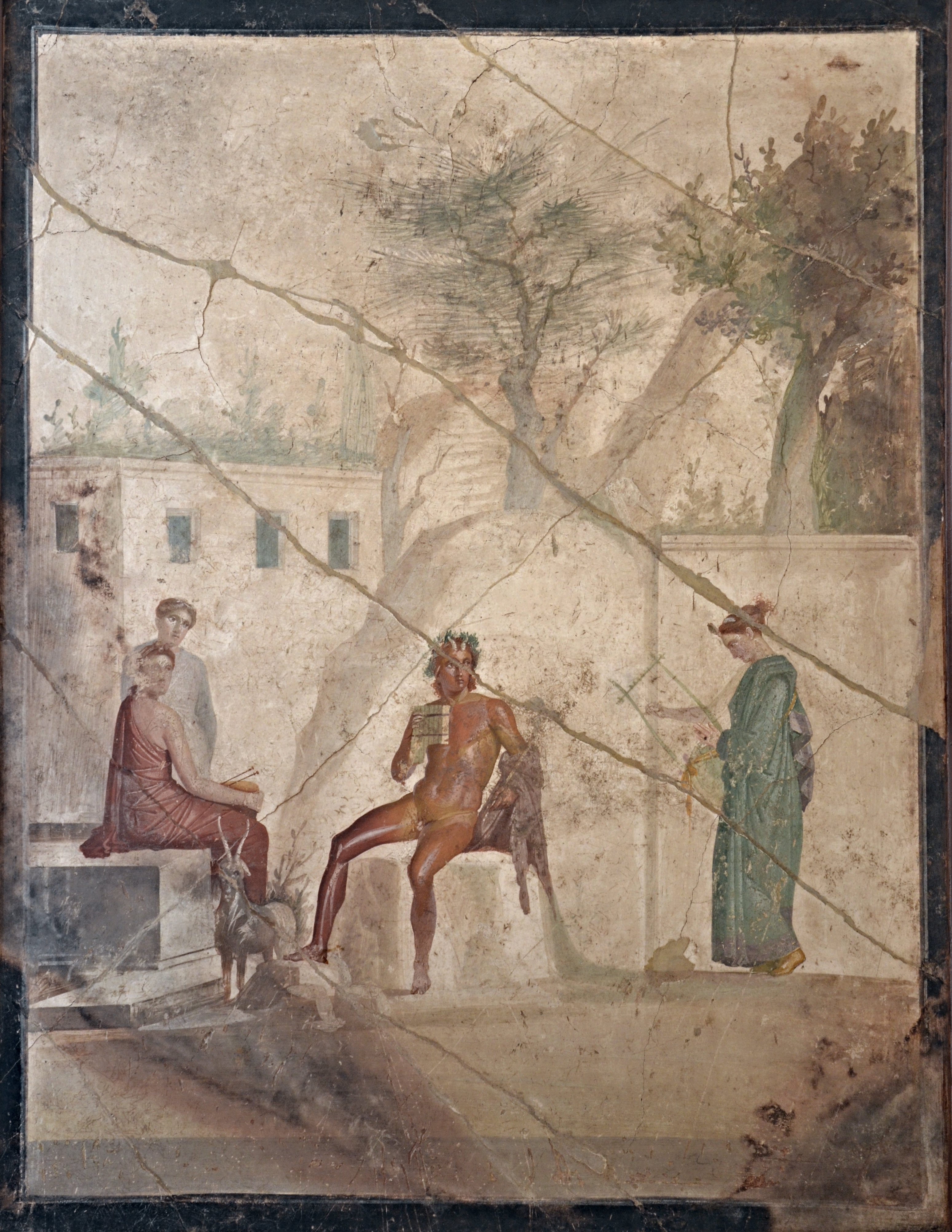
Pan

Die Casa di Giasone (Haus des Iason) ist ein Wohnhaus in Pompeji (IX.5.18), das 1878 ausgegraben wurde. Das Haus erhielt seinen modernen Namen von der Darstellung des Iason auf einem Wandgemälde und ist besonders wegen einer Reihe von künstlerisch herausragenden Wandgemälden bekannt, die sich heute alle im Archäologischen Nationalmuseum Neapel befinden.

## Beschreibung
Das einst zweistöckige Haus besitzt im Zentrum einen Hof. Die Räume des Hauses sind darum angeordnet. Links vom Hof befindet sich ein großes Triclinium, das einst im 3. Stil ausgemalt war. Zahlreiche weitere Räume im Haus waren einst reich ausgemalt, doch wurde der Bau nach der Ausgrabung nicht weiter geschützt, so dass heute alle Malereien vor Ort stark verblasst sind. Einige große Wandgemälde sind jedoch aus der Wand geschnitten worden und befinden sich heute in Neapel. Ein Teil dieser Wandgemälde stammt aus dem Triclinium und zwei kleinen Cubicula. Wegen ihrer hohen Qualität werden sie immer wieder in Büchern zur römischen Kunst und Wandmalerei abgebildet und besprochen. Lawrence Richardson Jr. schreibt viele dieser Bilder dem Giasone-Maler zu, der seinen Notnamen nach den Bildern aus diesem Haus erhielt.
Das Gemälde, das dem Haus seinen Namen gab, befand sich an der Rückwand des Tricliniums und ist fast 2 m hoch (Neapel MANN 1111436). Es stellt die Ankunft des Iason auf Iolkos bei König Pelias dar. Ganz rechts sieht man Iason, der gerade ankommt, als der König ein Opfer vollzieht. Links sieht man einen Stier, der wohl geopfert werden soll. Auf einer Treppe steht Pelias mit seinen Töchtern. Die Landschaft im Hintergrund ist hell und eigentlich nur angedeutet.
Ähnlich ist eine Darstellung der Europa mit dem Stier konzipiert (Neapel MANN 111475), die aus einem Nebenzimmer (Cubiculum) stammt und sich dort an der Rückwand befand. Im Zentrum des Gemäldes sieht man Europa auf dem Stier sitzen. Vor ihr sieht man drei Gefährtinnen der Europa. Auffallend ist wiederum die helle und fast nur angedeutete Landschaft, wo sich zahlreiche Heiligtümer befinden, die man eigentlich nicht am Strand, wo die Szene spielt, erwarten würde. Aus demselben Nebenzimmer stammt auch die Darstellung des Pan mit Nymphen (Neapel MANN 111473). Im Zentrum des Bildes sieht man Pan auf einem Felsen sitzend mit der Panflöte. Neben ihm steht eine Ziege. Rechts steht eine Frau in einem grünen Mantel, die die Leier spielt. Es handelt sich vielleicht um eine Nymphe, es ist aber auch möglich, dass hier eine Muse gemeint ist. Ein drittes Bild im Zimmer zeigt Herakles, wie er den Kentauren Nessos bezwingt. Die drei Bilder in diesem Raum sind also thematisch verwandt und zeigen jeweils die Bezwingung eines wilden Tieres (Stier, Pan und Kentaur).
Auch die Malereien in einem zweiten Nebenzimmer sind thematisch aufeinander abgestimmt. Das Bild auf der Rückwand zeigte Medea kurz vor dem Kindermord. Auf der linken Seite sah man Phaidra, die in ihren Stiefsohn Hippolytus verliebt ist und später Selbstmord begehen wird (Neapel MANN 114320). Auf der rechten Seite sah man Paris und Helena vor dem Ehebruch. Neben den dunklen Themen dieser Bilder ist auch bemerkenswert, dass sie alle in Innenräumen spielen.

## Galerie

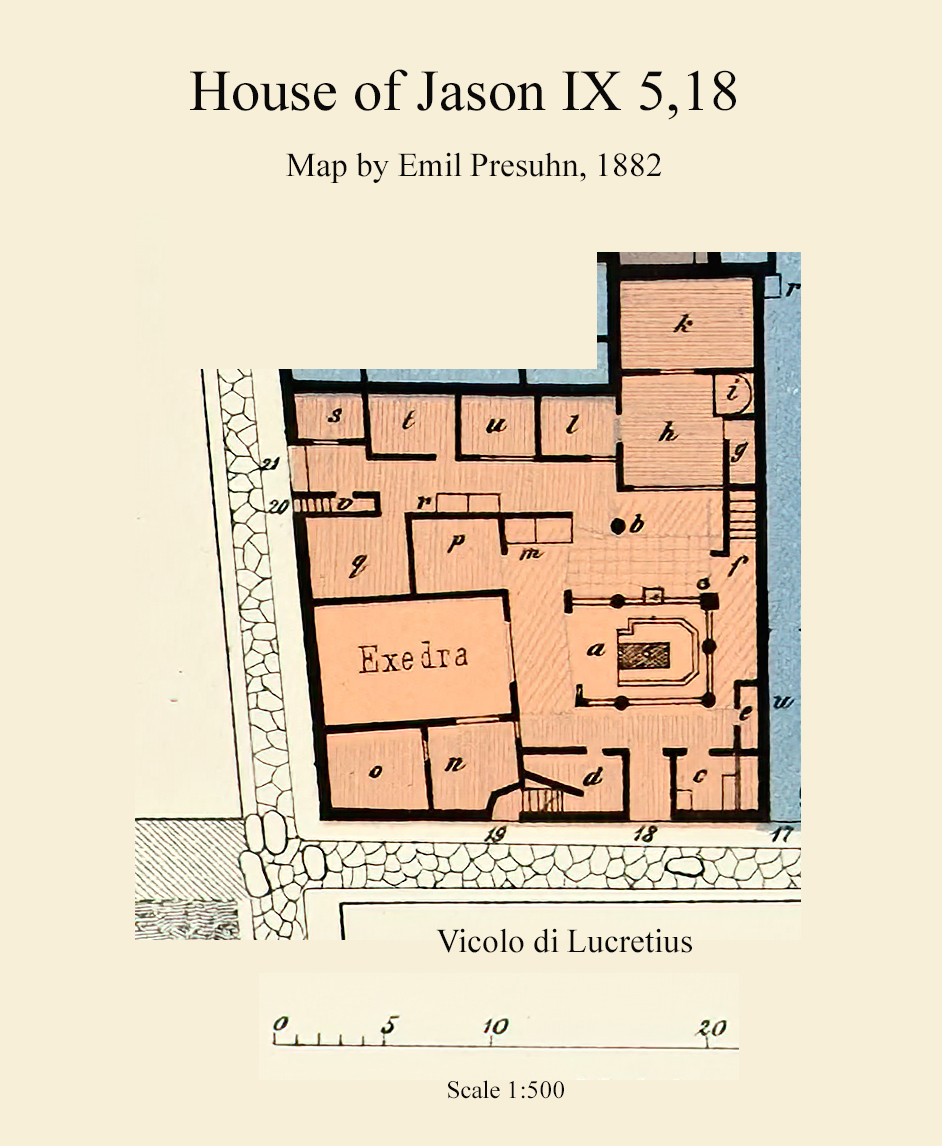
Grundriss des Hauses
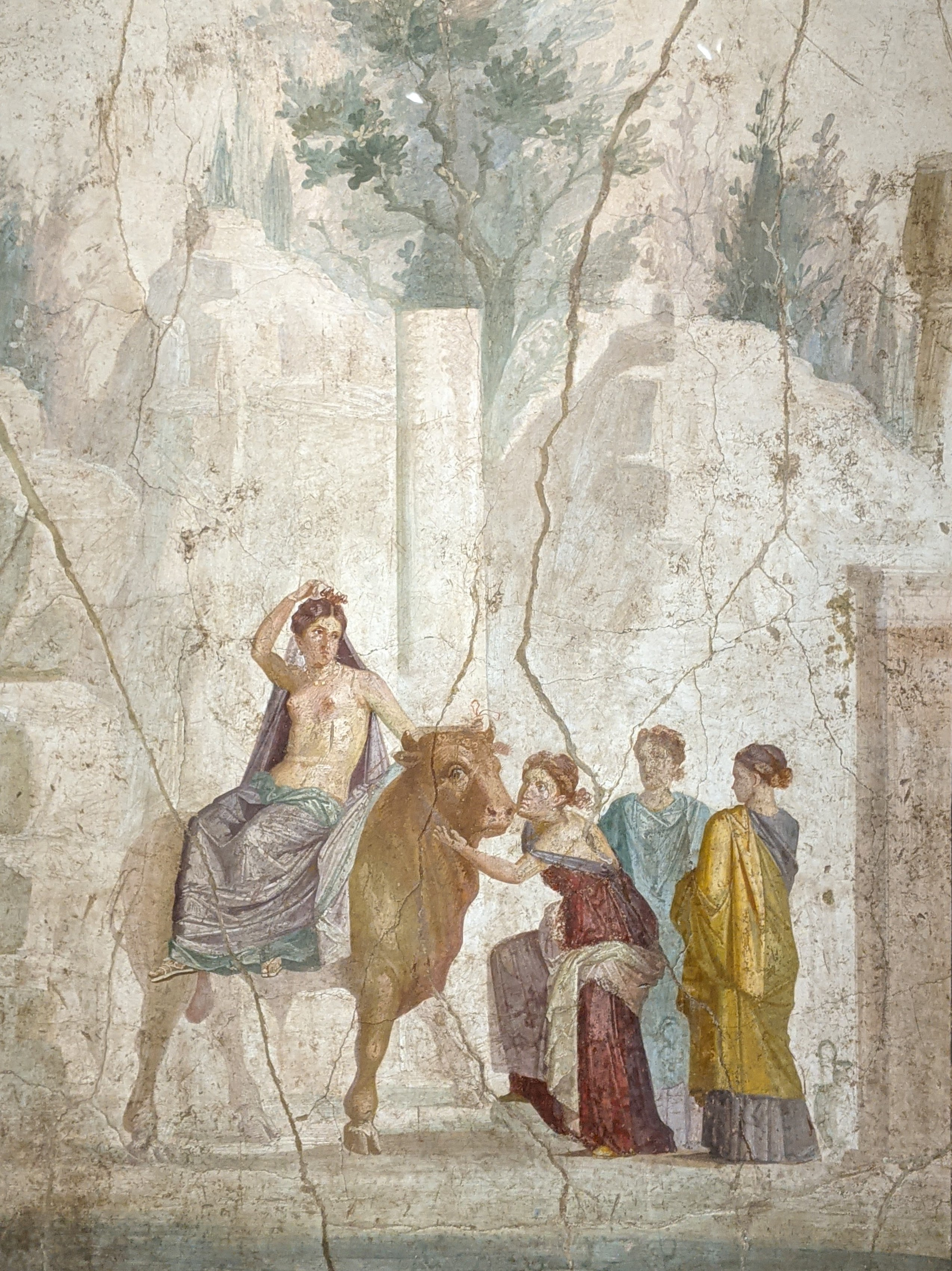
Europa auf dem Stier
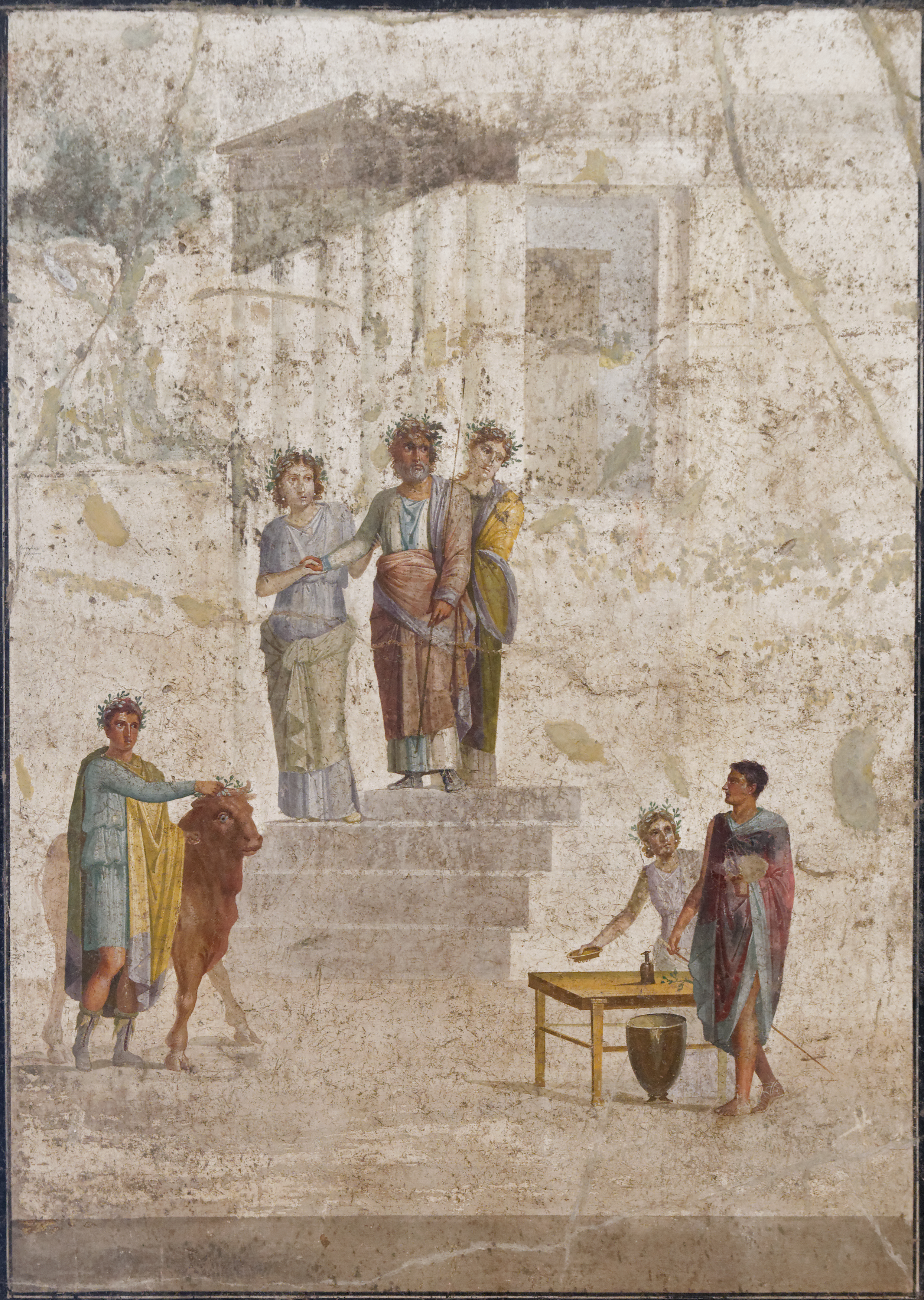
Iason und Pelias
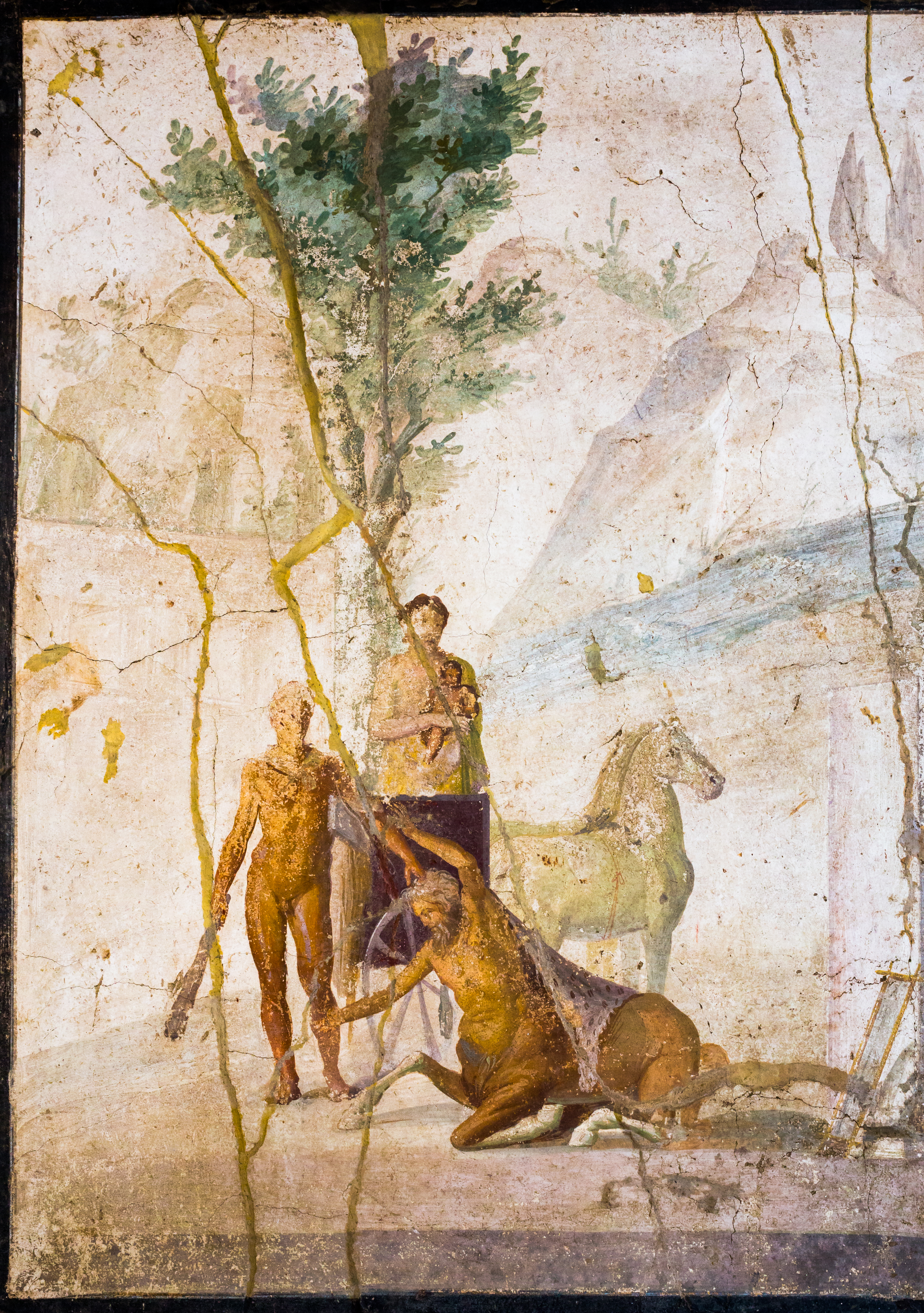
Herakles bezwingt einen Kentauren
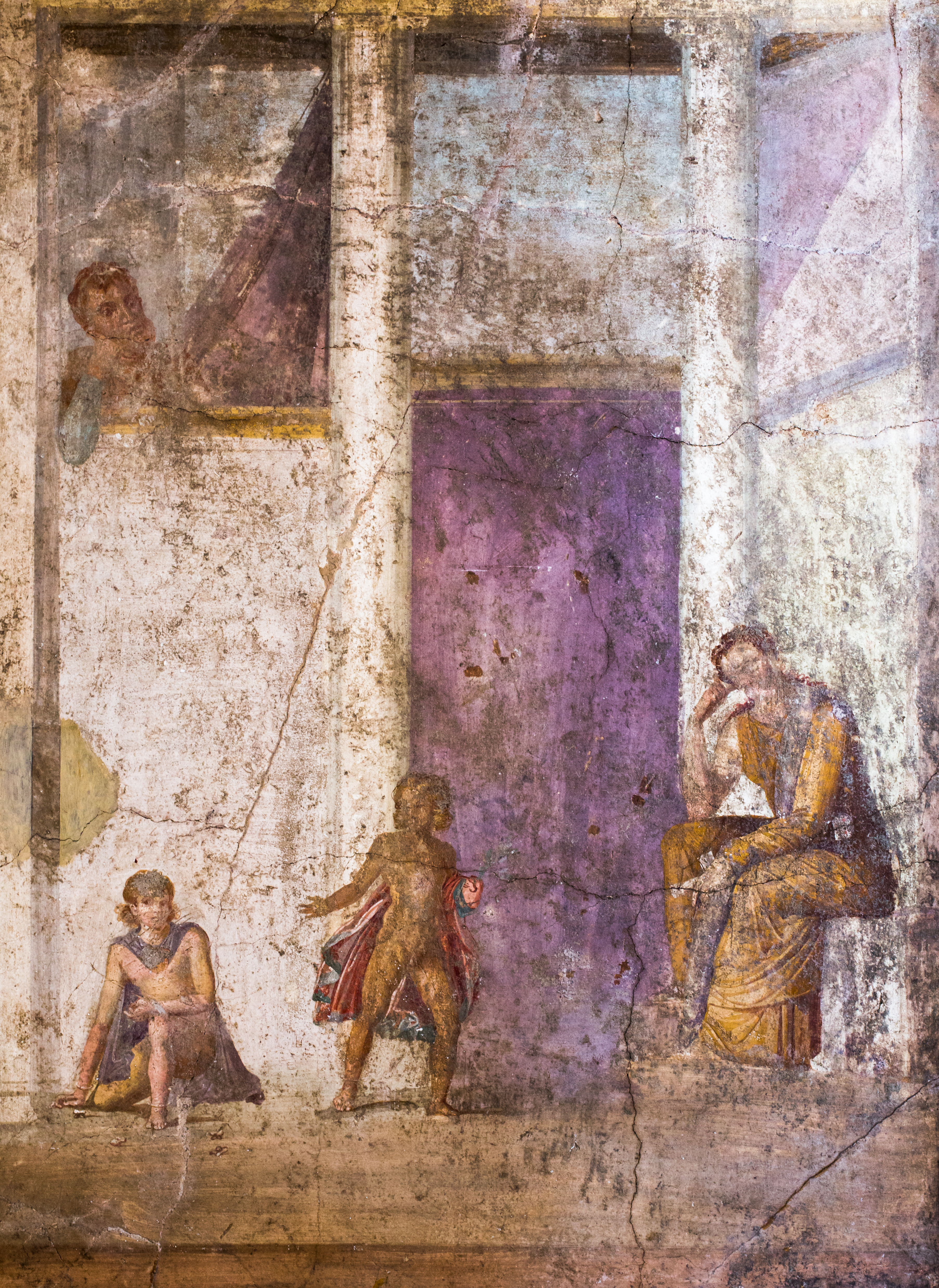
Medea
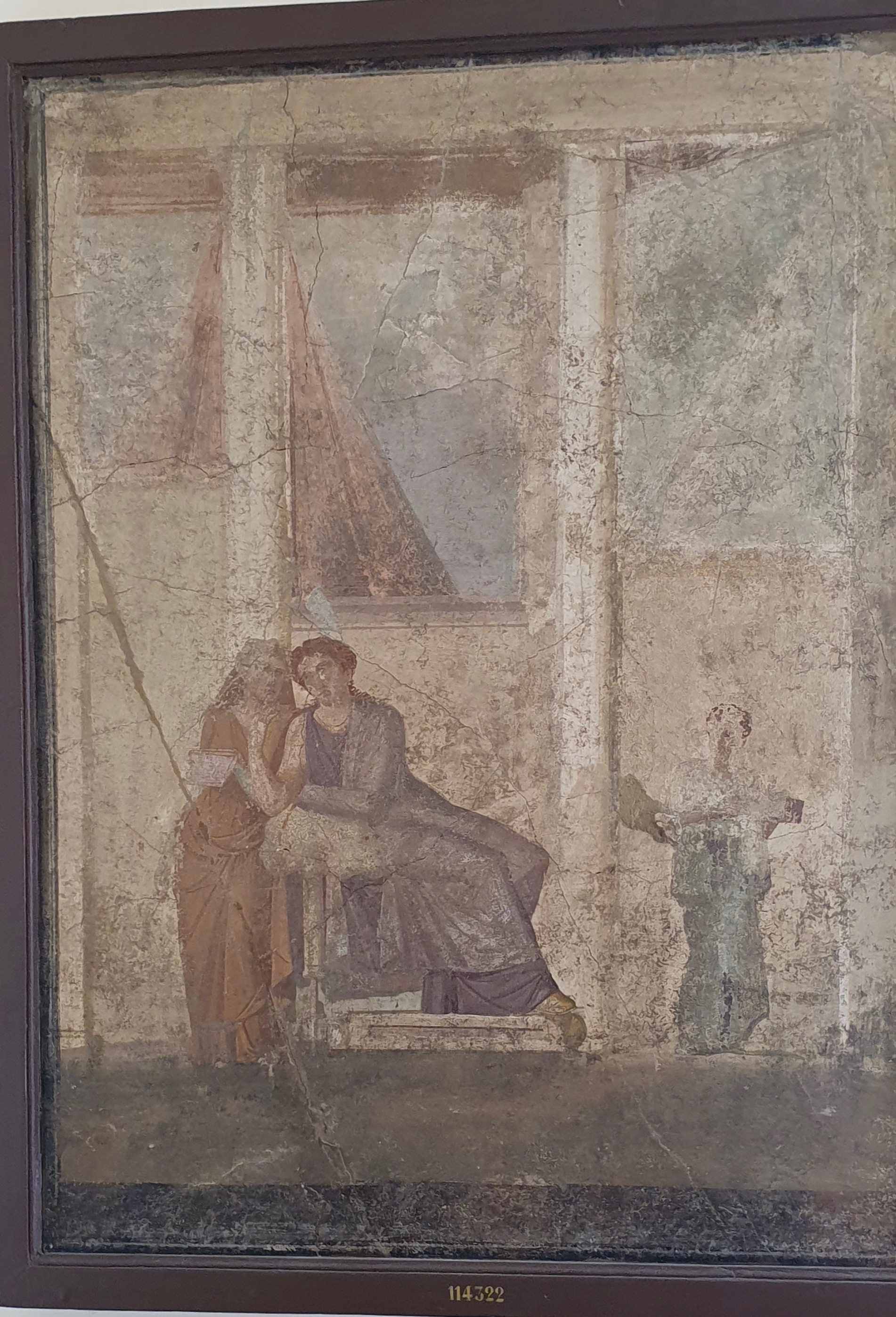
Phaedra
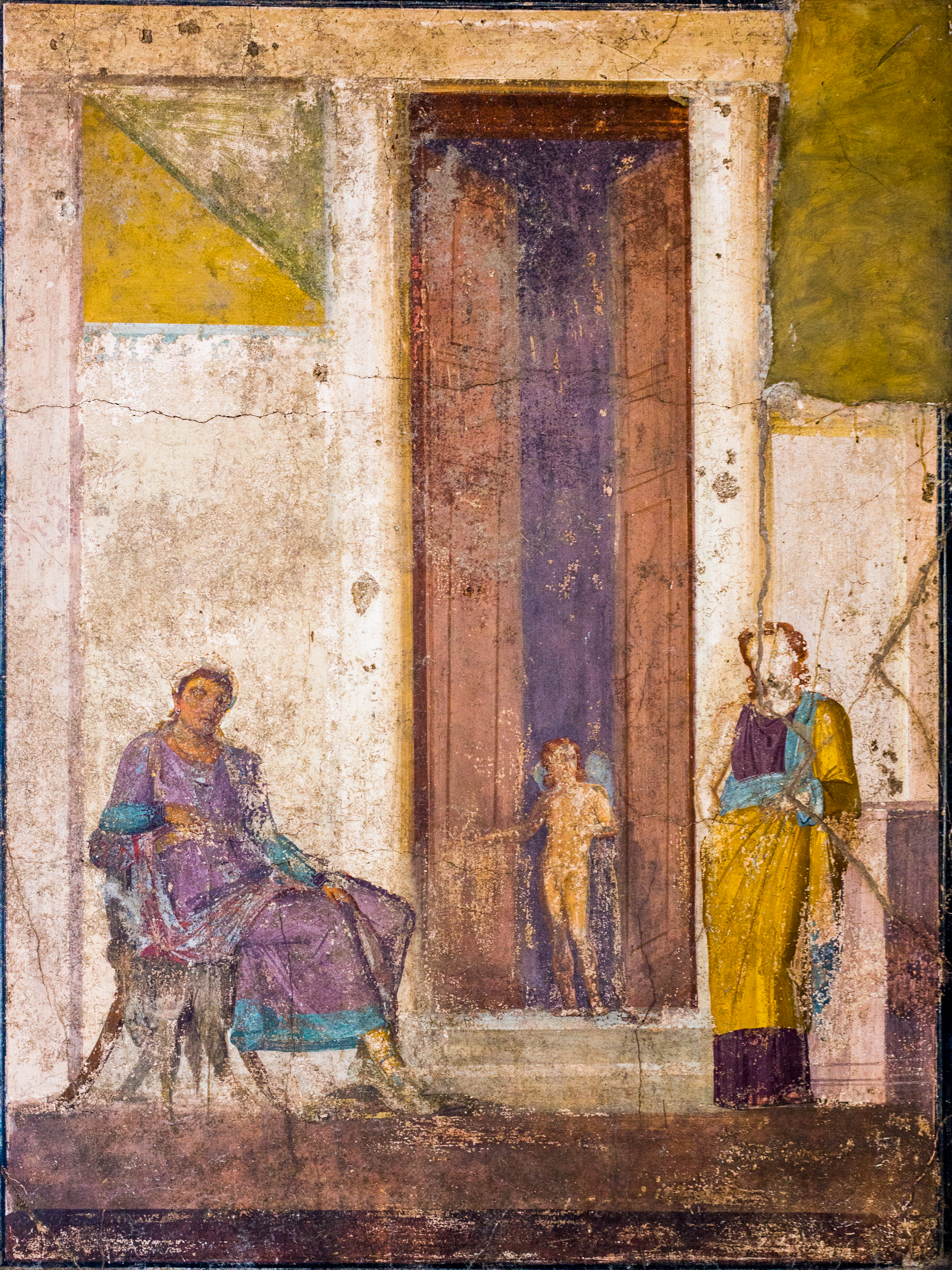
Helena und Paris